# Championnat de Singapour de football
 (août 2024).
Si vous disposez d'ouvrages ou d'articles de référence ou si vous connaissez des sites web de qualité traitant du thème abordé ici, merci de compléter l'article en donnant les références utiles à sa vérifiabilité et en les liant à la section « Notes et références ».
Le championnat de Singapour de football, dénommé S.League depuis 1996, est une compétition annuelle mettant aux prises les douze meilleurs clubs professionnels de football à Singapour. Nommé « Singapore Amateur Football Association » de 1904 à 1951, le championnat prend diverses noms de 1952 à 1994, avant d'être rebaptisé en 1996 « Singapore League » : celle-ci fonctionne dans un système de franchise, sans club relégué.
En 2018 le championnat est dénommé Singapore Premier League.

## Fonctionnement
Le championnat singapourien est organisé de janvier à novembre par la Fédération de Singapour de football. 
Comme beaucoup de championnats asiatiques, il accueille des joueurs (souvent brésiliens) avec un salaire qu'ils n'avaient pas connu auparavant comme le brésilien Ramazotti (en) et le  portugais Paulo Sérgio Moreira Gonçalves, passé par le Sporting Portugal et surtout l'anglais Jermaine Pennant, passé par  Liverpool. Les clubs sont organisés selon le système des franchises : il n'y a ni montée ni descente. Le championnat se distingue aussi car certaines des franchises sont étrangères comme Albirex Niigata Singapour Football Club, club japonais et le DPMM FC, club brunéien. Un club, celui des Young Lions, qui évolue dans le stade de la fédération, le  Jalan Besar, possède lui aussi une spécificité : il est composé des meilleurs joueurs Singapouriens de moins de 23 ans. 

Le championnat ne comporte cependant plus que 9 franchises, le club des  Woodlands Wellington ayant fusionné avec le Hougang United Football Club, tandis que d'autre, comme le club malaisien Harimau Muda, équipe des meilleurs joueurs de moins de 22 ans en Malaisie, le FC Nippon, ou le club français du Étoile FC ont perdu leur licence et le droit de participer à la compétition.

Depuis 2015, les 2 clubs dominant du championnat sont le Brunei DPMM FC et l'Albirex Niigata Singapore FC. Cependant, ces 2 clubs n'étant pas Singapouriens, ils ne peuvent pas représenter le Singapour en  Coupes de l'AFC.

Ce sont donc le Geylang United Football Club de Branko Cubrilo, le Tampines Rovers de Pennant, et Sufian Anuar qui se qualifie le plus souvent pour les barrages.
La plupart des joueurs de  l'équipe nationale jouent dans leur  pays. Dans cette même équipe nationale, beaucoup de joueurs sont issus de l'immigration britannique, ou bien naturalisés, en témoigne  Daniel Bennett, défenseur central aux 140 sélections avec le Singapour.

## Palmarès

### Singapore Amateur Football Association
- 1904 : 1st Batallion Manchester Regiment
- 1905 : 1st Batallion Sherwood Foresters
- 1906 : pas de championnat
- 1907 : Singapore Cricket Club
- 1908 : 2nd Batallion West Kentshire Regiment
- 1909 : 3rd Batallion Middlesex Regiment
- 1910 : 3rd Batallion Middlesex Regiment
- 1911 : Singapore Cricket Club
- 1912 : Singapore Cricket Club
- 1913 : Singapore Cricket Club
- 1914 : Singapore Cricket Club

Pas de championnat de 1915 à 1920
- 1921 : 1st Batallion South Staffordshire
- 1922 : 2nd Batallion Middlesex Regiment
- 1923 : 2nd Batallion Middlesex Regiment
- 1924 : Singapore Cricket Club
- 1925 : The Chinese
- 1926 : 2nd Duke of Wellington's Regiment
- 1927 : 2nd Duke of Wellington's Regiment
- 1928 : 2nd Duke of Wellington's Regiment
- 1929 : Singapore Cricket Club
- 1930 : The Chinese
- 1931 : Malay FA
- 1932 : Malay FA
- 1933 : Malay FA
- 1934 : The Chinese
- 1935 : Royal Engineers
- 1936 : Royal Air Force
- 1937 : The Chinese
- 1938 : The Chinese
- 1939 : Malay FA
- 1940 : Royal Air Force
- 1941 : Royal Air Force

Pas de championnat de 1942 à 1949
- 1950 : Kota Raja Club
- 1951 : Tiger Standard

### Football Association of Singapore
- 1952 : Rovers SC
- 1953 : Tiger Standard
- 1954 : Star Soccerites SC
- 1955 : Marine Department SC
- 1956 : Tiger Standard
- 1957 : Marine Department SC
- 1958 : Darul Afiah FC
- 1959 : Darul Afiah FC
- 1960 : IRC

Pas de championnat de 1961 à 1974

### National Football League
- 1975 : Geylang International
- 1976 : Geylang International
- 1977 : Geylang International
- 1978 : Singapore Armed Forces SA
- 1979 : Tampines Rovers
- 1980 : Tampines Rovers
- 1981 : Singapore Armed Forces SA
- 1982 : Farrer Park United
- 1983 : Tiong Bahru CSC
- 1984 : Tampines Rovers
- 1985 : Police SA
- 1986 : Singapore Armed Forces SA
- 1987 : Tiong Bahru CSC

### Singapore Premier League
- 1988 : Geylang International
- 1989 : Geylang International
- 1990 : Geylang International
- 1991 : Geylang International
- 1992 : Geylang International
- 1993 : Geylang International
- 1994 :  Perth Kangaroos IFC
- 1995 : pas de championnat

### The Singapore League
- 1996 : Geylang United
- 1997 : Singapour Armed Forces
- 1998 : Singapour Armed Forces
- 1999 : Home United
- 2000 : Singapour Armed Forces
- 2001 : Geylang United
- 2002 : Singapour Armed Forces
- 2003 : Home United
- 2004 : Tampines Rovers
- 2005 : Tampines Rovers
- 2006 : Singapour Armed Forces
- 2007 : Singapour Armed Forces
- 2008 : Singapour Armed Forces
- 2009 : Singapour Armed Forces
- 2010 :  Étoile FC
- 2011 : Tampines Rovers
- 2012 : Tampines Rovers
- 2013 : Tampines Rovers
- 2014 : Warriors FC
- 2015 :  DPMM Brunei
- 2016 :  Albirex Niigata
- 2017 :  Albirex Niigata

### Singapore Premier League
- 2018 :  Albirex Niigata
- 2019 :  DPMM Brunei
- 2020 :  Albirex Niigata
- 2021 : Lion City Sailors
- 2022 :  Albirex Niigata
- 2023 :  Albirex Niigata
- 2024-25 : Lion City Sailors